# 我們家的料理
《我們家的料理》（英語：The Taste Of Us），是香港無綫電視烹飪兼短劇節目，由顧定軒、倪嘉雯、胡敏芝、馮皓揚主演，以10集短劇的形式介紹二十款菜式嘅製作方式。節目首5集於2024年8月12日至8月16日星期一至五20:30至21:00於TVB Plus播出，之後改為8月24日至9月8日逢星期六、日晚上播出。

## 主要演員
- 顧定軒 飾 阿治
- 倪嘉雯 飾 Jessica
- 胡敏芝 飾 雯雯
- 馮皓揚 飾 亮亮

## 每集內容
| 集數 | 日期    | 時段        | 主題                                          |
| ---- | ------- | ----------- | --------------------------------------------- |
| 01   | 8月12日 | 20:30-21:00 | 味噌大蜆湯、和風海鮮豪炒蝦子麵                |
| 02   | 8月13日 | 20:30-21:00 | 雞肉牛油果墨西哥卷、魔鬼蛋                    |
| 03   | 8月14日 | 20:30-21:00 | 胡麻醬烏冬、日式涼拌菠菜、芝士玉子燒          |
| 04   | 8月15日 | 20:30-21:00 | 枝竹豆腐煮火腩、蝦膠釀豆腐配金沙              |
| 05   | 8月16日 | 20:30-21:00 | 黑朱古力千層蛋糕                              |
| 06   | 8月24日 | 22:50-23:20 | 煙三文魚羽衣甘藍couscous沙律、壽喜燒汁煎牛扒  |
| 07   | 8月25日 | 23:00-23:30 | 南瓜小米粥、日式醋漬蘿蔔、小青瓜              |
| 08   | 8月31日 | 23:00-23:30 | 泰式海蝦木瓜沙律、法式迷迭香燒雞              |
| 09   | 9月7日  | 22:30-23:00 | 龍蝦米多、 火炙牛肉沙律                       |
| 10   | 9月8日  | 22:35-23:05 | 意式辣番茄肉丸配忌廉薯蓉、 卡邦尼泡菜意大利麵 |

## 節目調動
- 2024年9月1日：由於直播《賽馬直擊 - 巴登大賽日/卓亨佐夫錦標賽馬日》，因此停播一次。

## 外部連結
- 我們家的料理 | TVB 無綫電視
- 我們家的料理 - myTV SUPER